# South China Athletic Association 2012-2013
Questa pagina raccoglie i dati riguardanti il South China Football Club nelle competizioni ufficiali della stagione 2012-2013.

## Rosa
| N. |                      | Ruolo | Calciatore         |
| -- | -------------------- | ----- | ------------------ |
| 1  | Hong Kong (bandiera) | P     | Yapp Hung Fai      |
| 2  | Hong Kong (bandiera) | D     | Lee Chi Ho         |
| 3  | Hong Kong (bandiera) | D     | Chan Cham Hei      |
| 4  | Irlanda (bandiera)   | D     | Sean Tse           |
| 5  | Hong Kong (bandiera) | D     | Chak Ting Fung     |
| 8  | Brasile (bandiera)   | C     | Ticão              |
| 9  | Hong Kong (bandiera) | C     | Lee Wai Lim        |
| 10 | Hong Kong (bandiera) | A     | Au Yeung Yiu Chung |
| 11 | Brasile (bandiera)   | C     | Itaparica          |
| 12 | Hong Kong (bandiera) | C     | Man Pei Tak        |
| 15 | Hong Kong (bandiera) | D     | Chan Wai Ho        |
| 16 | Brasile (bandiera)   | A     | Alessandro Celin   |

| N. |                      | Ruolo | Calciatore                |
| -- | -------------------- | ----- | ------------------------- |
| 17 | Hong Kong (bandiera) | C     | Lee Hong Lim              |
| 18 | Hong Kong (bandiera) | C     | Kwok Kin Pong             |
| 19 | Brasile (bandiera)   | A     | Dhiego Martins            |
| 22 | Hong Kong (bandiera) | D     | Jack Sealy                |
| 23 | Canada (bandiera)    | C     | Michael Luk               |
| 25 | Hong Kong (bandiera) | P     | Tin Man Ho                |
| 27 | Brasile (bandiera)   | A     | Filipe de Souza Conceicao |
| 30 | Brasile (bandiera)   | D     | Joel Bertoti Padilha      |
| 31 | Hong Kong (bandiera) | A     | Cheng Lai Hin             |
| 32 | Hong Kong (bandiera) | P     | Fan Chun Yip              |
| 33 | Brasile (bandiera)   | A     | Mauro Rafael da Silva     |
| 36 | Giappone (bandiera)  | C     | Kouta Jige                |